# Kärlek & fördom
Kärlek & fördom är en brittisk film från 2004 i regi av Gurinder Chadha.

## Handling
Lalitas mamma vill gärna att hon och hennes systrar, Maya, Lakshi och Jayja, ska gifta sig rikt. Men Lalita vill gifta sig av kärlek. När Lalita möter den unge amerikanske mannen William Darcy på en fest före ett bröllop går allting snett. Lalita tycker att Will är både uppblåst och full av fördomar mot den indiska kulturen. Lite senare får de en gäst, Kholi Sahib, som deras mamma ser som en passande man åt Lalita. Men Lalita vill inte gifta sig med den mycket rike men också korkade Kholi. Senare på en fest träffar hon den snygge och charmige Johnny Wickham. Han har allting Lalita vill ha hos en pojkvän. Men hennes mamma är inte lika förtjust. Så småningom dumpar Lalita Kholi och han flyttar tillbaka till USA. Nu kan hon bara vara med Johnny, men varken han eller Will är riktigt som hon tror...

## Om filmen
"Kärlek och fördom" är en omgjord och moderniserad version av Jane Austens 1700-talsroman "Stolthet och fördom".

## Rollista (urval)
- Aishwarya Rai - Lalita Bakshi
- Martin Henderson - Will Darcy
- Nadira Babbar - Mrs. Bakshi
- Anupam Kher - Mr. Bakshi
- Naveen Andrews - Balraj Bingley
- Namrata Shirodkar - Jaya Bakshi
- Daniel Gillies - Johnny Wickham
- Indira Varma - Kiran Bingley
- Nitin Ganatra - Mr. Kohli
- Alexis Bledel - Georgie Darcy